# Platycoelia butleri
Platycoelia butleri är en skalbaggsart som beskrevs av Smith 2003. Platycoelia butleri ingår i släktet Platycoelia och familjen Rutelidae. Inga underarter finns listade i Catalogue of Life.